# اچ‌ام‌اس هیپرون (اچ۹۷)
اچ‌ام‌اس هیپرون (اچ۹۷) (به انگلیسی: HMS Hyperion (H97)) یک کشتی بود که طول آن ۳۲۳ فوت (۹۸٫۵ متر) بود. این کشتی در سال ۱۹۳۶ ساخته شد.